# Općina Gorenja vas – Poljane
Općina Gorenja vas – Poljane (slo.:Občina Gorenja vas - Poljane) je općina u središnjoj Sloveniji u pokrajini Gorenjskoj i statističkoj regiji Gorenjskoj. Središte općine su naselja Gornja vas s 1.155 i Poljane nad Škofjo Loko s 390 stanovnika. 

## Zemljopis
Općina Gorenja Vas - Poljane nalazi se u središnjem dijelu Slovenije. Općina se nalazi usred alpskog planinskog masiva. Sjevernim dijelom općine pruža se planina Škofjeloško Hribovje, a južnim planina Polhograjsko Hribovje. U sredini se nalazi mala dolina rječice Poljanske Sore. Ova dolina je pogodna za život i tu je smještena većina naselja općine.
U nižim dijelovima općine vlada umjereno kontinentalna klima, dok u višim vlada njena oštrija, planinska varijanta.
Glavni vodotok je rječica Poljanska Sora. Svi ostali manji vodotoci su pritoci ove rijeke.

## Naselja u općini
Bačne, Brebovnica, Bukov Vrh, Čabrače, Četena Ravan, Debeni, Delnice, Dobje, Dobravšce, Dolenčice, Dolenja Dobrava, Dolenja Ravan, Dolenja Žetina, Dolenje Brdo, Dolge Njive, Fužine, Goli Vrh, Gorenja Dobrava, Gorenja Ravan, Gorenja vas, Gorenja Žetina, Gorenje Brdo, Hlavče Njive, Hobovše pri Stari Oselici, Hotavlje, Hotovlja, Jarčje Brdo, Javorje, Javorjev Dol, Jazbine, Jelovica, Kladje, Kopačnica, Kremenik, Krivo Brdo, Krnice pri Novakih, Lajše, Laniše, Laze, Leskovica, Lom nad Volčo, Lovsko Brdo, Lučine, Malenski Vrh, Mlaka nad Lušo, Murave, Nova Oselica, Podgora, Podjelovo Brdo, Podobeno, Podvrh, Poljane nad Škofjo Loko, Predmost, Prelesje, Robidnica, Smoldno, Sovodenj, Srednja vas – Poljane, Srednje Brdo, Stara Oselica, Studor, Suša, Todraž, Trebija, Vinharje, Volaka, Volča, Zadobje, Zakobiljek, Zapreval, Žabja vas, Žirovski Vrh Sv. Antona, Žirovski Vrh Sv. Urbana

## Vanjske poveznice
- Stranica općine